# Mümü-Nunatak
Der Mümü-Nunatak ist ein Nunatak auf der antarktischen Ross-Insel. Im nördlichen Teil der Kyle Hills ragt er 3 km westsüdwestlich des Towle Point und 1 km landeinwärts steiler Kliffs auf, die den nordöstlichen Rand der Insel bilden.
Das New Zealand Geographic Board benannte sie im Jahr 2000 nach dem Begriff aus dem Māori für einen heftigen Wind.